# 小行星3362
小行星3362（英語：3362 Khufu）是一颗围绕太阳公转的小行星。1984年8月30日，R. S. Dunbar、M. A. Barucci在帕洛马山发现了此天体。
这颗小行星的绝对星等为55.0392765224873等。